# اچ‌ام‌اس ادونچر (۱۷۷۱)
اچ‌ام‌اس ادونچر (۱۷۷۱) (به انگلیسی: HMS Adventure (1771)) یک کشتی بود که طول آن ۱۳۰ فوت (۴۰ متر) بود. این کشتی در سال ۱۷۷۱ ساخته شد.